# Splash and Bubbles
Splash and Bubbles este un serial american de televiziune animat pe calculator produs de Herschend Studios și Jim Henson Company pentru PBS Kids. A avut premiera pe 23 noiembrie 2016 după Wild Kratts: Creatures of the Deep Sea.

## Distribuție
- John Tartaglia ca Splash
- Leslie Carrara-Rudolph ca Bubbles
- Raymond Carr ca Dunk
- Aymee Garcia ca Ripple